# Familier med kræftramte børn
Familier med kræftramte børn (FMKB) er en privat, dansk forening, der ifølge sit formål "formidler personlig kontakt og støtte til familier med kræftramte børn og udbreder kendskabet til de vilkår, som børn og unge med kræft og deres familier lever under."
Foreningen blev dannet i 1983 og har iflg. egne oplysninger 2000 medlemmer.

## Økonomi
Af FMKBs godkendte, reviderede regnskab for 2015 fremgår, at året gav et driftsoverskud på 4,6 mio. kr. ud af indtægter på 51,9 mio. kr.
Foreningens lønudgifter fremgår ikke umiddelbart af regnskabet, hvilket iflg. artikler i JyllandsPosten 20. november 2016 rejser kritik blandt medlemmer og regnskabskyndige, ligesom Kræftens Bekæmpelse overfor Jyllands-Posten afslører, at de netop på grund af FMKBs uigennemsigtige økonomi afbrød samarbejdet med dem helt tilbage i 2007. FMBK afviser kritikken og begrunder lukketheden med henvisning til konkurrencen på markedet for fundraising.

### Ejendomme
Gennem gaver og indkøb besidder FMBK flere ejendomme, som er beregnet til afholdelse af kurser hhv. familiestøtte. Ifølge Jyllands-Posten ejer foreningen bl.a. en villa vurderet til 14,5 mio. kr., som udover en bolig på 240 m2 rummer kontorer til et sekretariatets tre ansatte.